# David Ebersman
David A. Ebersman (* 1969 in den Vereinigten Staaten) ist ein US-amerikanischer Geschäftsmann. Derzeit ist er CEO von Lyra Health, nachdem er zuvor die Position des CFO von Facebook vom September 2009 bis zum 1. Juni 2014 innegehabt hatte.

## Leben
Er ging an die Trinity School in New York City und schloss diese 1987 ab. Nach der Schule besuchte er die Brown University und schloss sein Studium im Juni 1991 mit einem AB in Internationalen Beziehungen und Wirtschaft ab.

## Karriere
Ebersman begann seine Karriere bei Oppenheimer and Co, Inc. im September 1991 als Research Analyst und in der Forschungsabteilung. Ebersman verließ Oppenheimer und Co im Februar 1994 und begann bei Genentech und arbeitete sich 2009 zum CFO hoch.
Im September 2009 kam Ebersman zu Facebook als Chief Financial Officer des Unternehmens,  da er "Erfahrungen mit offenen Unternehmen" hatte. Er überwachte den ersten Verkauf von Aktien (IPO) am 18. Mai 2012. Im Mai 2015 gründete er mit Bob Kocher, Bryan Roberts, Dena Bravata Lyra Health, eine medizinische Dienstleistungsorganisation, die Innovationen und Verwaltungen zur Behandlung der psychischen Gesundheit fördert. Die Firma hat 51 bis 100 Beschäftigte. Zudem hat sie einen geschätzten Wert von 103 Millionen US-Dollar.
Ebersman ist seit dem 14. Juli 2011 unabhängiger Direktor von Castlight Health, Inc. Seit Juli 2015 ist er Direktor von SurveyMonkey Inc.
Seit dem 16. Januar 2016 ist er Vorsitzender des Board von SurveyMonkey Inc. Seit dem 9. Februar 2017 ist er Direktor von Lyra Health, Inc.